# Pseudospingus
Pseudospingus es un género de aves paseriformes de la familia Thraupidae que agrupa a dos especies nativas de Sudamérica, donde se distribuyen a lo largo de la cordillera de los Andes desde el extremo noroeste de Venezuela hasta el oeste de Bolivia.
Estas especies pertenecían al género Hemispingus hasta el año 2016, cuando fueron separadas en el presente género resucitado. A sus miembros se les conoce por el nombre común de hemispingos o fruteros, entre otros.

## Etimología
El término genérico masculino Pseudospingus se construye con palabras en el idioma griego «pseudos» que significa falso, otro, y «σπιγγος spingos», que es el nombre común del pinzón vulgar (Fringilla coelebs), vocablo comúnmente utilizado en ornitología cuando se crea un nombre de un ave que es parecida a un pinzón.

## Características
Las aves de este género son dos tráupidos pequeños, miden alrededor de 14 cm de longitud, de colores apagados, predominantemente grisáceo y pardo grisáceo y contrastante iris pálido. Habitan en el dosel y en los bordes de selvas húmedas de alta montaña.

## Taxonomía
Las dos especies que integran el presente género fueron tradicionalmente incluidas en el género Hemispingus, que consistía en una colección de tráupidos andinos, de plumaje bastante apagado y picos insectívoros, pero que realmente se diferenciaban en las vocalizaciones y en el comportamiento, por lo que desde antes ya se sostenía que el género era altamente polifilético. En los años 2010, publicaciones de filogenias completas de grandes conjuntos de especies de la familia Thraupidae basadas en muestreos genéticos, permitieron comprobar que las dos especies formaban un clado separado del género que integraban. Con base en estos resultados, se decidió recuperar de la sinonimia de Hemispingus al género Pseudospingus y rehabilitarlo, para así ubicar esas dos especies en él. El Comité de Clasificación de Sudamérica (SACC) en la Propuesta N° 730 parte 07 aprobó esta modificación taxonómica.
El presente género se ubica en un ramo de la subfamilia Poospizinae con ningún pariente más próximo; el género más próximo sería Cnemoscopus.

## Lista de especies
Según las clasificaciones del Congreso Ornitológico Internacional (IOC) y Clements Checklist v.2019, el género agrupa a las siguientes especies con el respectivo nombre popular de acuerdo con la Sociedad Española de Ornitología (SEO):
| Imagen | Nombre científico             | Autor               | Nombre común           | Estado de conservación |
| ------ | ----------------------------- | ------------------- | ---------------------- | ---------------------- |
|        | Pseudospingus verticalis      | (Lafresnaye, 1840)  | hemispingo cabecinegro | LC                     |
|        | Pseudospingus xanthophthalmus | (Taczanowski, 1874) | hemispingo modesto     | LC                     |